# 航空ファン (雑誌)
『航空ファン』（こうくうファン,KOKU-FAN）は、日本の月刊雑誌。1952年11月に創刊。文林堂が出版している。毎月21日発売。日本で最も発行部数の多い航空雑誌。

## 概要
軍事雑誌として、太平洋戦争や日本軍などを主要なターゲットに据えた雑誌が多い中で、時代と地域について幅の広さを売りとしている。軍用機については時代や国を問わず取り上げ、航空事故調査委員会や航空機関連の催しなど民間機が関係する出来事にも触れる軍用航空機の総合誌である。航空誌販売を行う書店側もこうした事情に触れ、日本で最も発行部数の多い航空雑誌である旨を述べている。他に航空祭、エアショーなども積極的に取り上げる。
記事内容は事実を略記した見出しがつけられ、本文でも人物、組織への批判的記述はたとえなされていても抑制的である。連載記事は単行本化されることも多い。
大きさはB5判である。

## 歴史
1952年の創刊時に「日本で唯一の本格的に模型航空機を扱った雑誌」を標榜したとおり、創刊当初の『航空ファン』は純粋な航空雑誌ではなく、模型航空機を自作するファンに実機の資料や航空知識を提供する模型雑誌として出発した。当時、日本の模型航空機界はUコントロール機などの実際に飛ばす事が前提とされていたモデルから、プラモデルなどの鑑賞することを前提とするソリッドモデルへの転換期にあり、『航空ファン』は模型航空機と実機を併記する編集方針に特徴があった。

なお、1952年(昭和27年)11月1日に刊行された創刊号には米空軍のF-86F セイバー(6-3翼のF-25型あるいはF-30型)の上段には アメリカ・エアプレーン・ニュース特約」の題字があり、米国の飛行可能な模型航空機に関する1929年創刊の雑誌Model Airplane Newsとの提携を読者に印象付ける表紙構成となっていた。
創刊後数年を経て航空機ファンの読者から「模型記事不要論」が上がるようになり、読者投稿欄で模型ファンと論争を始めるようになる。また、1950年代後半には、加熱した戦記物ブームに沿った記事に紙面を割くようになったことから模型雑誌としての性格は徐々に失われてゆく。1963年には模型記事欄がなくなり、完全な航空・軍事雑誌へと移行していった。
文林堂の出版物であることは一貫しているが、1979年にワールドフォトプレスが経営面を引き継ぎ文林堂は同社の関連会社となり、スタッフや編集方針が大きく変更された。
インターネットの普及に伴って2010年6月28日より、『編集長ブログ』の開設を行った。

## 内容

### 写真
同業他誌と比較しても月刊誌として非常に豊富な写真が掲載されており、プロカメラマンや当該機関による提供の他、読者による投稿も多い。2000年代を例にとると「グラフィック特集」などを組むことで、冒頭50ページほどはカラー写真が続き、その後に目次が配置されている。中ほどにも随時カラー項がある。モノクロページについても質の良い紙が使用されており、経年による色変化は同時代の他誌に比較しても少ない。兵頭二十八は本誌が航空趣味雑誌で一人勝ち状態であるとしたら「勝因は写真であろう」としている。
カラー項自体は印刷技術の進歩に伴いどの業界の雑誌でも増加の傾向にあるが、本誌では1990年代中盤より航空写真コンテストとして"SlapShot"を毎号設けて、読者の投稿写真を募っていたが、2010年12月号(No.696)を最後に、第122回で終了した。
その他、航空絵画についても積極的に取り上げている。

### 記事を支える資料調査
『毎日新聞』の取材によれば、本誌は編集部による取材の他、世界各地から航空機に関する資料を収集しており、アメリカの古本屋でF-15のテクニカルオーダー（技術指示書）を入手し、同機が日本に配備された1981年に特集した際から活用している。もっともこのような文書はアメリカでは公開性が高く、1996年当時の編集長、三井一郎はSR-71のものが市販されている例を挙げている。1981年の特集後、日本国内で米軍基地従業員がF-15のテクニカルオーダーを盗み出してソ連大使館員に売却した事件が摘発された際、資料の公開状態が裁判の焦点となった事件があり、その際に弁護人は「専門誌などにテクニカルオーダーをもとにした記事が日常茶飯的に掲載されている」と主張し、実際編集部の書棚にも盗み出されたものと同じテクニカルオーダーは保管され続けていた。

### ニュース情報
本誌後半部には幾つかのコーナーが設けられ、毎号多くの最新情報を提供している。
「航空最新ニュース」は毎号10ページ程度が充てられ、海外軍事、宇宙、防衛省・在日米軍などに区分されている。その他、米軍関連の口コミ情報を集めた「FROM BASE SIDE」、航空会社（民航）に絞った「KF AIRLINE TPICS」といった情報コーナーが設けられている。
書評コーナー「BOOK-REVIEW」は洋書も含め毎号5冊以上の新刊を取り上げている。割かれるページも4ページと『世界の艦船』や『軍事研究』などと比較しても多い。
航空関連グッズの発売情報を掲載した「今月の新製品情報」も設けており、カメラなどの発売情報を扱っている。
その他、時代の変化に応じて入れ替えされるコーナーも多い。プラモデルやフライトシミュレータについても積極的に取り上げている。

## 増刊、別冊等
増刊、別冊も定期的に発行されてきた。1970年代初頭には「増刊」が刊行されていた。また、1970年代は戦車にも手を伸ばし、下記に例示するような別冊が出されている（このほかにも刊行されている）。
- 「ソ連の戦車」（1970年）
- 「パンサー戦車 第二次大戦のドイツ戦車」（1972年）
- 「ドイツの4号戦車 第二次大戦のドイツ戦車」（1974年）
- 「キングタイガー戦車写真集 第二次大戦のドイツ戦車」（1975年）
- 「世界の現用戦車」（1976年）
- 「タイガー戦車写真集 第二次大戦のドイツ戦車」（1977年）
- 「3号戦車写真集 第二次大戦のドイツ戦車」（1978年）
- 「自走砲戦車写真集 第二次大戦のドイツ戦車」（1979年）

1980年代の「世界の有名戦闘機」シリーズなど、航空ファンとして単体の機種を特集した別冊が出された際には、同じ会社の刊行物で重複したテーマを扱うこととなった。1980年代以降下記のようなシリーズ物として刊行されていった。『丸』が日本軍を重視する傾向にあったが、本誌はアメリカ軍が題材となる巻が非常に多い。

### 世界の傑作機シリーズ
文林堂は本誌創刊以前より特定機種単体を扱う『世界の傑作機』シリーズを刊行している が、本誌でも増刊扱いで1966年頃より「航空ファン　世界の傑作機シリーズ」が刊行されていた。表紙は旧シリーズの『世界の傑作機』が写真であるのに対して、上面からみた航空機の外形図である。これらも『世界の傑作機』同様に増補改訂版が後年出版されているものがある。　
なお、現在発行されている『世界の傑作機』は1986年に一旦終了し、1987年に改号されて再スタートして以降のものであるが、これらは「航空ファン」の名を冠さずに発行されている。

### フォトグラフ
「航空ファン増刊」として1960年代から1970年代初頭に刊行されていた。その後フォトグラフの字が抜けた増刊も刊行される（例：メッサーシュミットBf109写真集、1973年4月号増刊）。「太平洋航空海戦史　終戦時の日本艦隊」（1967年新年増刊）など航空以外の特集もある。

### イラストレイテッド
「航空ファン イラストレイテッド」として1980年代初頭より刊行。別冊扱い。2001年春発行の「第二次大戦世界のジェット機ロケット機」でNo.114を数える。テーマは本誌同様様々な題材が選ばれる。増刊、別冊系統のシリーズでは最も刊行回数が多い。

### エアコンバット
「航空ファン別冊 エアコンバット」(Air combat)として隔月で刊行。1988年から1991年10月まで。No.21を以って廃刊。

### グラフィックアクション
「航空ファン別冊 グラフィックアクション」(Graphic action)として隔月で刊行。1991年から1999年まで。No.54を以って休刊。戦車を扱った巻も存在する。

### 世界のエアライン
「航空ファン別冊 世界のエアライン」(Airline of the world)として隔月で刊行。日本語も英名も何かを想起させるネーミングだが同人誌ではなくれっきとした別冊である。2000年1月より2003年1月まで。No.19を以って休刊。

## 題字
草創期から1970年代の本誌題字は赤い太字の斜体で描かれた物であり、表紙の上下は写真のスペースではなかった。増刊は斜体なのは同じだが青字である。「航空ファン 世界の傑作機シリーズ」シリーズの場合機種名は茶色の字で書かれている。1980年代より書体がゴシック調のものに変わり、その後2000年より現在のやや横長なフォントになった。イラストレイテッドシリーズでは「航空ファン」は輪郭線のみの色抜きで「KOKU-FAN」に色を入れて書かれていた。
現在の題字は表紙に航空機を中心とした写真が入るため、題字の色は号によって適切なものに変えられ、機体や空の色と同じにならないような配慮がされている。